# Dino Campana
Dino Campana (ur. 20 sierpnia 1885 w Marradi, zm. 1 marca 1932 w Scandicci) – włoski poeta należący do grupy poetów wyklętych.
W 1914 roku wydał tomik poezji "Pieśni orfickie" ("Canti orfici").